# Rybník (Levice)
Rybník (ungarisch Garamszőllős) ist eine Gemeinde im Süden der Slowakei mit 1385 Einwohnern (Stand 31. Dezember 2024), die zum Okres Levice, einem Teil des Nitriansky kraj gehört.

## Geographie

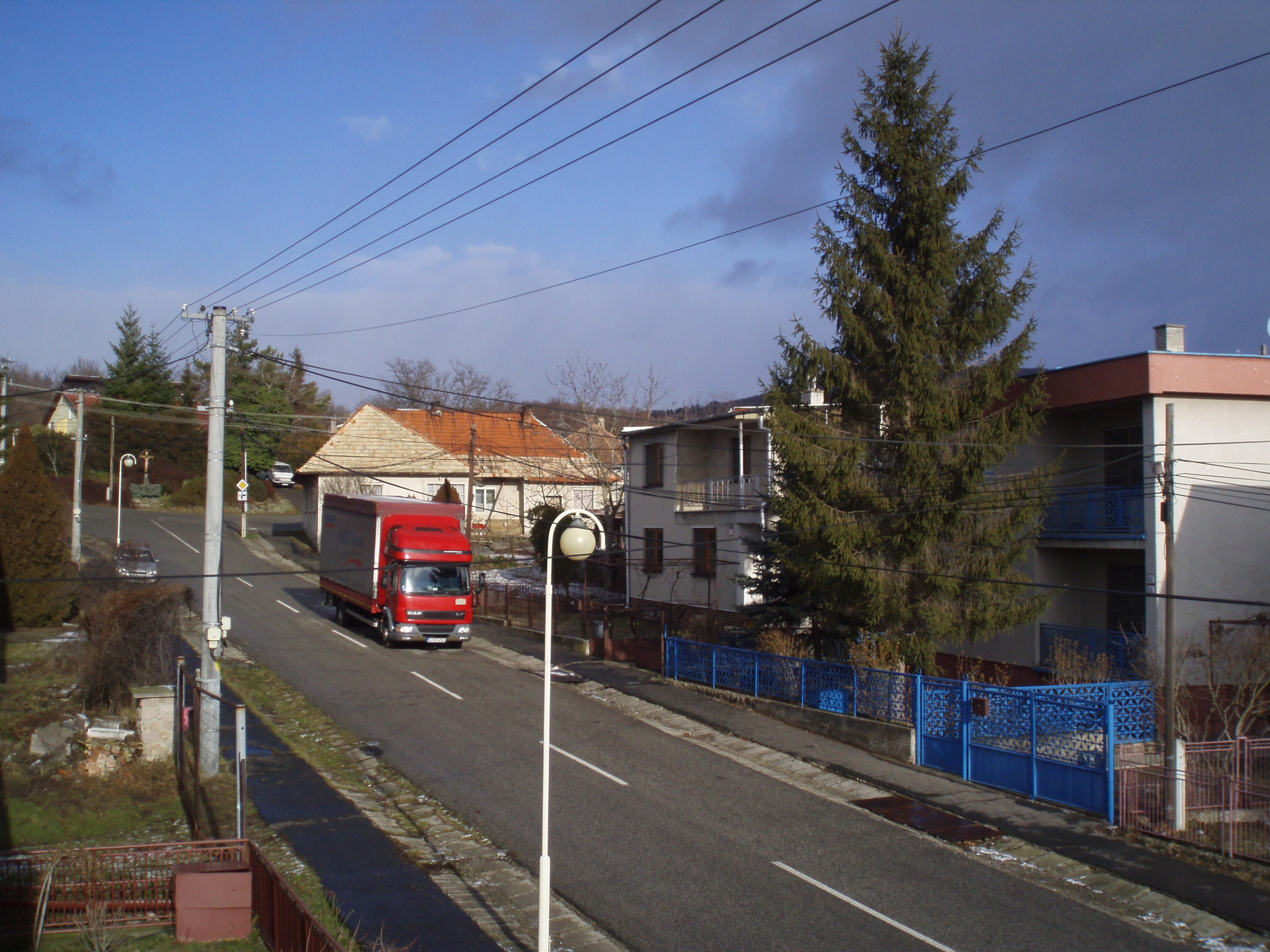
Straße Hronská ulica im Ort

Die Gemeinde befindet sich am südwestlichen Rand der Schemnitzer Berge, wo diese in das Donauhügelland übergehen. Der westlich des Ortes fließende Hron durchbricht die Gebirgsausläufer durch das so genannte Slowakische Tor (slowakisch Slovenská brána). Die tiefer gelegenen Teile des Gemeindegebiets auf den Flussauen des Hron werden intensiv landwirtschaftlich genutzt, auf den Berghängen wird Weinbau betrieben, während die Berge selbst von Eichenwald bedeckt sind. Das Ortszentrum liegt auf einer Höhe von 205 m n.m. und ist zwei Kilometer von Tlmače sowie zehn Kilometer von Levice entfernt.
Nachbargemeinden sind Hronský Beňadik und Tekovská Breznica im Norden, Čajkov im Osten, Hronské Kosihy im Süden, Veľké Kozmálovce im Südwesten, Tlmače im Westen und Kozárovce im Nordwesten.

## Geschichte

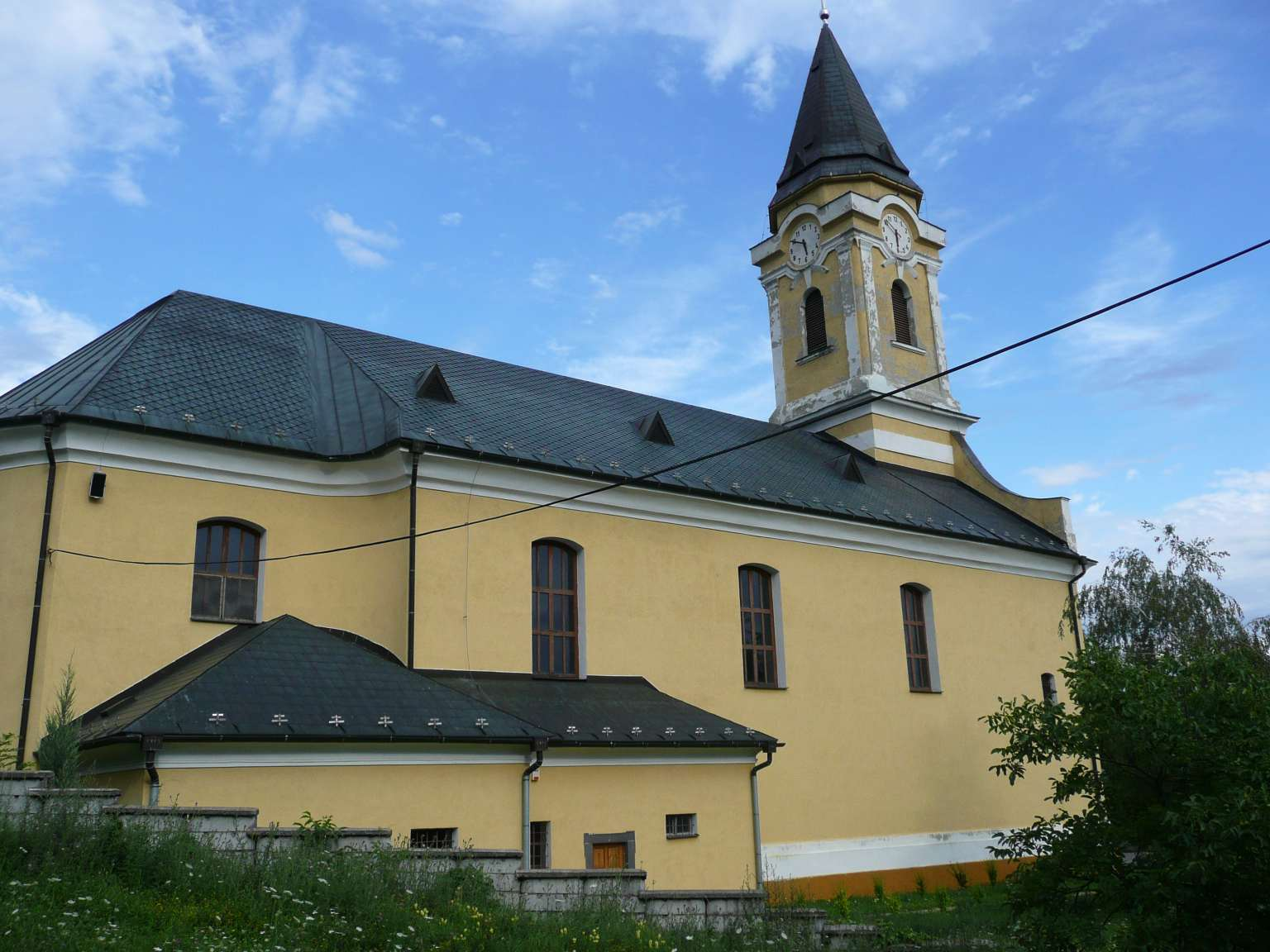
Dreifaltigkeitskirche von Rybník

Am Berg Kusá hora befand sich in der Frühbronzezeit eine befestigte Siedlung, deren Reste seit 2004 in einer Zusammenarbeit des slowakischen Archäologischen Instituts der Slowakischen Akademie der Wissenschaften und deutschen RGK jährlich untersucht werden.
Der Ort wurde zum ersten Mal 1075 in der Gründungsurkunde der Abtei Hronský Beňadik als Sceulleus schriftlich erwähnt. Der Name weist auf eine jahrhundertelange Weinbautradition hin. Nach dem Mongolensturm kam es zu einer Neuordnung der besitzlichen Verhältnisse, wobei die Mehrheit des Gutes zum Erzbistum Gran kam und 1776 zum neu geschaffenen Bistum Neusohl wechselte. 1534 gab es hier insgesamt 32 Porta, in der Neuzeit war die Ortschaft ein Städtchen, das 1781 Marktrecht erhielt. 1828 zählte man 134 Häuser und 943 Einwohner, die überwiegend in der Landwirtschaft beschäftigt waren.
Bis 1918 gehörte der im Komitat Barsch liegende Ort zum Königreich Ungarn und kam danach zur Tschechoslowakei beziehungsweise heute Slowakei.

## Bevölkerung
| Jahr                | 1994 | 2004    | 2014    | 2024    |
| ------------------- | ---- | ------- | ------- | ------- |
| Anzahl der Personen | 1398 | 1404    | 1439    | 1385    |
| Unterschied         |      | +0,42 % | +2,49 % | −3,75 % |

| Jahr                | 2023 | 2024    |
| ------------------- | ---- | ------- |
| Anzahl der Personen | 1394 | 1385    |
| Unterschied         |      | −0,64 % |

Gemäß der Volkszählung 2011 wohnten in Rybník 1399 Einwohner, davon 1357 Slowaken, jeweils acht Magyaren und Tschechen, drei Polen und jeweils zwei Mährer und Russen. 19 Einwohner machten diesbezüglich keine Angabe. 1122 Einwohner bekannten sich zur römisch-katholischen Kirche, 23 Einwohner zur evangelischen Kirche A. B., jeweils zwei Einwohner zur orthodoxen Kirche und zur reformierten Kirche und jeweils ein Einwohner zu den Zeugen Jehovas, zur altkatholischen Kirche, zur evangelisch-methodistischen Kirche und zur jüdischen Gemeinde; fünf Einwohner bekannten sich zu einer anderen Konfession. 185 Einwohner waren konfessionslos und bei 56 Einwohnern wurde die Konfession nicht ermittelt.

## Bauwerke
- römisch-katholische Dreifaltigkeitskirche im klassizistischen Stil aus dem Jahr 1771
- Kapelle im spätklassizistischen Stil aus dem Jahr 1855